# Блакула
Блакула (енгл. Blacula) амерички је експлоатациони хорор филм о вампирима из 1972. године, редитеља Вилијама Крејна са Вилијамом Маршалом, Вонета Макги, Дениз Николас, Гордоном Пинсентом и Талмусом Расулалом у главним улогама. Ово је први филм који је добио Награду Сатурн за најбољи хорор филм.
Блакула је добио помешане оцене критичара, али је постао један од филмова са највећом зарадом у Америци те године. Захваљујући комерцијалном успеху, већ наредне године снимљен је наставак под насловом Вришти, Блакула, вршти.

## Радња
Године 1780. афрички принц Мамувалде и његова супруга Лува одлазе у Трансилванију, како би тражили помоћ од грофа Дракуле у сузбијању атланске трговине робљем. Дракула одбија да им помогне, већ уместо тога претвара Мамувалдеа у вампира и проклиње га именом „Блакула”, оставивши Луву у соби са њим да умре.
Године 1972. Блакулин ковчег стиже у Лос Анђелес и убрзо цео град постаје завијен у црно...

## Улоге
| Глумац          | Улога                       |
| --------------- | --------------------------- |
| Вилијам Маршал  | принц Мамувалде / „Блакула” |
| Дениз Николас   | Мишел Вилијамс              |
| Вонета Макги    | Тина Вилијамс / Лува        |
| Гордон Пинсент  | поручник Џек Питерс         |
| Талмус Расулала | др Гордон Томас             |
| Емили Јанси     | Ненси, фотограф             |
| Ленс Тејлор     | Свенсон                     |
| Тед Харис       | Боби Макој                  |
| Кети Лестер     | Хуанита Џоунс               |
| Чарлс Макалај   | гроф Дракула                |
| Џи-Ту Кумбука   | Скилет                      |
| Елиша Кук мл.   | Сем                         |